# El Pinar (Granada)
El Pinar es un municipio español de la provincia de Granada, en la comunidad autónoma de Andalucía. Está situado en la parte suroriental del Valle de Lecrín. Limita con los municipios de El Valle, Lecrín, Lanjarón, Órgiva, Vélez de Benaudalla y Los Guájares. La sede del ayuntamiento está en Pinos del Valle.
El municipio pinero está formado por los núcleos poblacionales de Pinos del Valle, Ízbor y Acebuches, además del despoblado de Tablate. Está situado en un cerro que se eleva sobre el pantano de Béznar, y bajo la colina que corona el Cristo del Zapato, un pequeño santuario que caracteriza la zona.

## Historia
Pinos del Valle e Ízbor fueron dos municipios independientes hasta que, en 1976, se fusionaron en uno solo llamado El Pinar, recayendo la capitalidad municipal en el núcleo de Pinos del Valle.

## Geografía

### Ubicación
| Noroeste: El Valle             | Norte: Lecrín                           | Noreste: Lecrín y Lanjarón |
| Oeste: El Valle y Los Guájares | Puntos cardinales                       | Este: Lanjarón             |
| Suroeste: Los Guájares         | Sur: Los Guájares y Vélez de Benaudalla | Sureste: Órgiva            |

## Demografía
El Pinar cuenta con una población de 870 habitantes (INE 2024).
| Gráfica de evolución demográfica de El Pinar entre 1981 y 2021 |
| |
| Población de derecho según los censos de población del INE Población de hecho según los censos de población del INEEntre el censo de 1981 y el anterior, aparece este municipio porque se fusionan los municipios Izbor y Pinos del Valle |

## Economía

### Evolución de la deuda viva municipal
| Gráfica de evolución de Deuda viva del Ayuntamiento de Pinar (El) entre 2008 y 2019                                |
| |
| Deuda viva del Ayuntamiento de Pinar (El) en miles de Euros según datos del Ministerio de Hacienda y Ad. Públicas. |

## Personajes célebres
- Juan José Bonel y Orbe (1782-1857), cardenal.
- Antonio Velázquez Bautista (1984), actor.